# NGC 2955
NGC 2955 is een spiraalvormig sterrenstelsel in het sterrenbeeld Kleine Leeuw. Het hemelobject werd op 28 maart 1786 ontdekt door de Duits-Britse astronoom William Herschel.

## Synoniemen
- UGC 5166
- MCG 6-21-73
- ZWG 181.82
- KARA 361
- IRAS09382+3606
- PGC 27666